# Disco conquista/Non spegnere la luce
Disco conquista/Non spegnere la luce è il terzo singolo di Paola Tedesco e, solo sul lato A, Claudio Villa; pubblicato da La voce del padrone nel 1978.

## I brani

### Disco conquista
Disco conquista, presente sul lato A del disco, è il brano cantato in coppia col suo concittadino Claudio Villa. Il testo è scritto da Depsa (Salvatore De Pasquale) e Claudio Daiano, mentre la musica è composta da Enzo Malepasso.

### Non spegnere la luce
Non spegnere la luce, presente sul lato B del disco, è il brano scritto interamente da Claudio Daiano.

## Tracce
Edizioni musicali 23 Italie (solo lato A), La voce del padrone.
1. Disco conquista (feat. Claudio Villa)
2. Non spegnere la luce